# Trappistenabtei Gethsemani

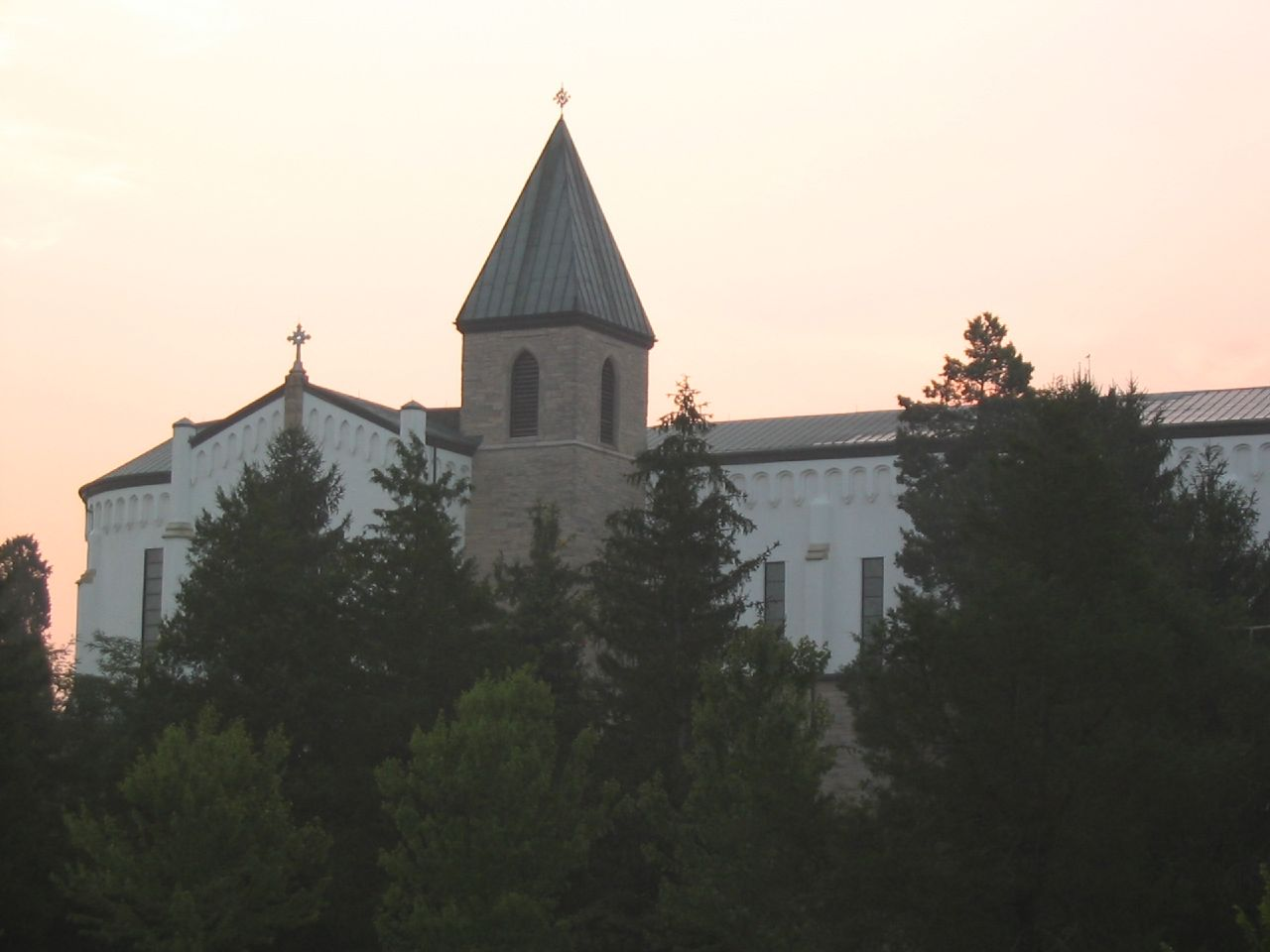
Abtei Gethsemani

Die Trappistenabtei Gethsemani (lat. Abbatia B. M. de Gethsemani; engl. Abbey of Gethsemani) ist ein US-amerikanisches Kloster in New Haven, bei Bardstown (Kentucky) im Nelson County, Kentucky. Sie gehört zum Erzbistum Louisville.

## Geschichte

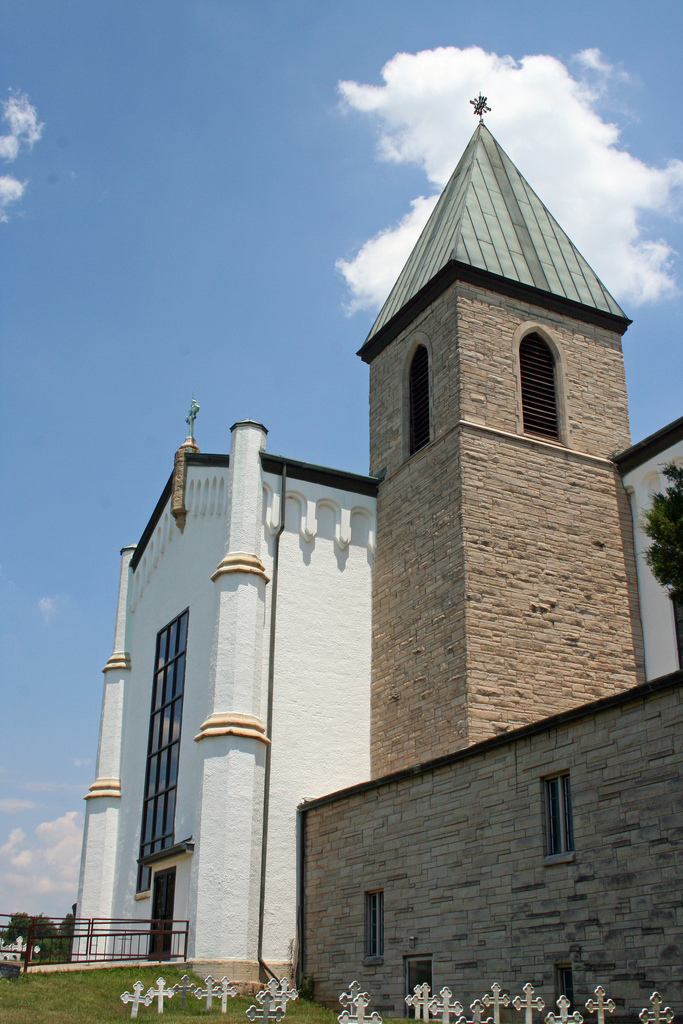
Abteikirche mit Glockenturm

Die französische Trappistenabtei Melleray, bedrängt durch die Februarrevolution 1848, gründete im selben Jahr (auf den Spuren der gescheiterten Gründung Casey Creek durch Urbain Guillet) in Trappist, Kentucky, das Kloster Our Lady of Gethsemani („Unsere Liebe Frau vom Garten Gethsemane“), das 1851 zur Abtei erhoben wurde. Es war das erste amerikanische Kloster, das bis heute Bestand hat. Bedeutende Autoren unter den Mönchen waren Raymond Flanagan (1903–1990), Thomas Merton und Chrysogonus Waddell.
Die Klosterkirche Basilika der gesegneten Jungfrau von Gethsemane stammt von 1866. Papst Pius XII. erhob sie 1949 zur Basilica minor.

### Äbte

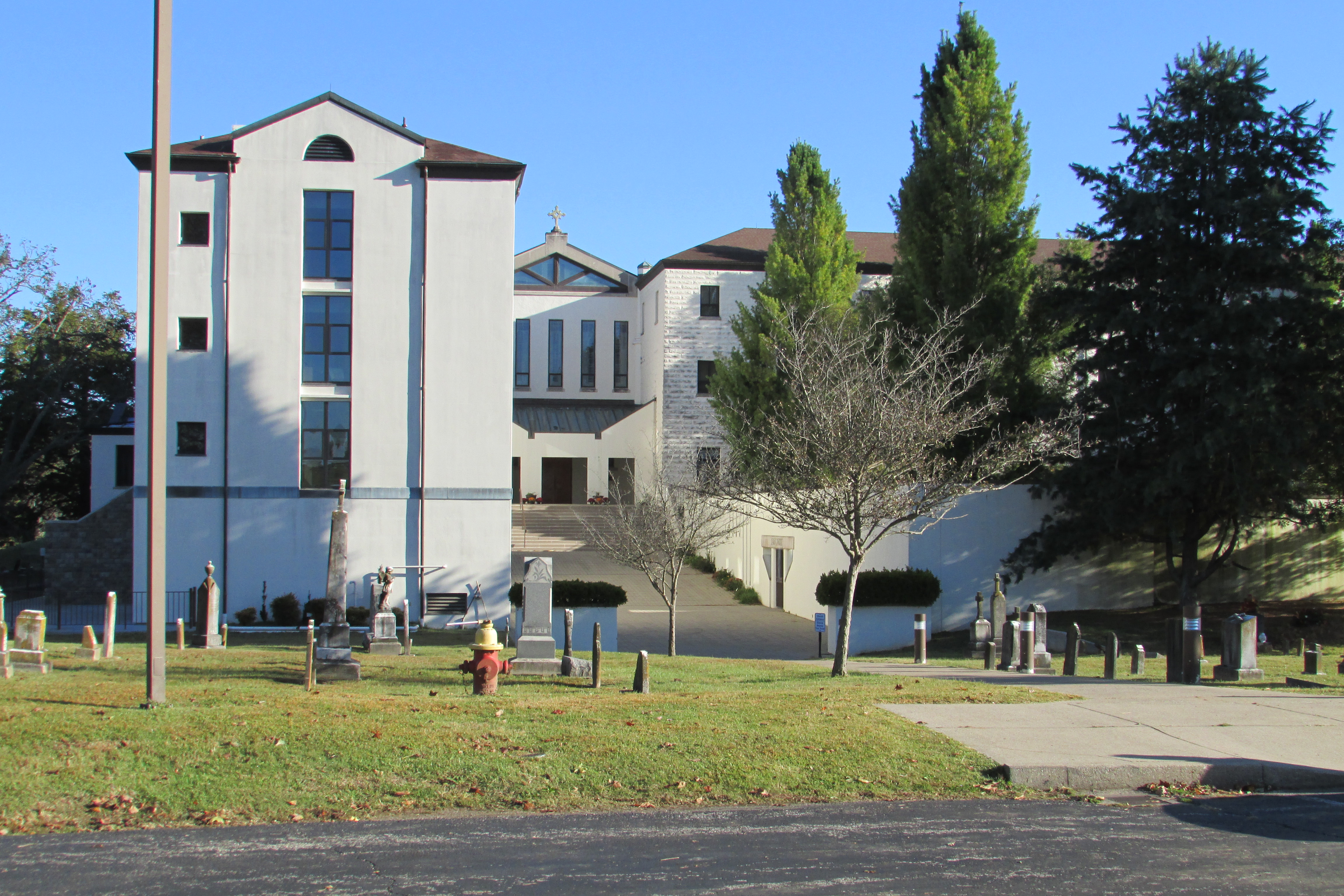
Gästehaus (links) und Klosterpforte (Mitte)

- Eutropius Proust (1848–1859), Titularprior, ab 1851 Abt
- Benedict Berger (1861–1889)
- Edward Chaix-Bourbon (1890–1896)
- Benedict Dupont (1896–1898)
- Edmond Obrecht (1898–1935)
- Frederic Dunne (1935–1948)
- James Fox (1948–1967)
- Flavian Burns (1968–1973)
- Timothy Kelly (1973–2000)
- Damian Thompson (2000–2008)
- Elias Dietz (2008–)

### Gründungen
- 1944: Trappistenabtei Conyers (Conyers, Georgia)
- 1947: Trappistenabtei Huntsville (Huntsville, Utah, östlich Ogden)
- 1949: Trappistenabtei Mepkin (Moncks Corner, Berkeley County, South Carolina)
- 1952: Trappistenabtei Genesee (Piffard, Genesee Valley, New York, bei Geneseo)
- 1955: Trappistenabtei New Clairvaux Vina (Vina, California, zwischen Red Bluff und Chico)